# Palatul Poștelor din Oradea
Palatului Poștelor din Oradea situat pe strada Roman Ciorogariu nr. 12 este o clădire monument istoric, construită între anii 1894-1909, în stil eclectic.
Pe harta lui Halácsy din 1859, pe acest amplasament apărea deja o clădire a poștei, care era o construcție modestă cu parter. Ideea ridicării unei construcții mai impozante a apărut în anul 1893. Concursul lansat de Ministerul Poștelor a fost căștigat de arhitectul Kálmán Rimanóczy senior, dar sediul poștelor s-a edificat după un proiect al ministerului. Execuția lucrării aparține maistrului de clădiri Guttman József, care a ridicat clădirea poștei cu un etaj. Tot în stil eclectic s-a ridicat și corpul nou cu două nivele spre strada Barițiu. Acest corp din colț fiind construit între anii 1909-1911, de către ing. József Reisinger, după planurile profesorului universitar ing. Virgil Nagy. Aici s-a mutat și centrala telefonică a orașului.